# Džu Ši
Džu Ši ([ʈʂú ɕí], kitajsko 朱熹; pinjin: Zhu Xi), tudi poznan po njegovem vljudnostnem imenu Juanhui (ali Džonghui) in samo poimenovani Hujan, kitajski konfucijanski učenjak, klasični filolog in filozof, * 18. oktober 1130, Jouči, Fudžjan, dinastija Song, † 23. april 1200, Kitajska.
Velja za vodilnega predstavnika novokonfucijanstva iz obdobja dinastije (Južni) Song.
Bil je eminenten učenjak, klasični filolog, analitik in sintetičen mislec. Z zbiranjem klasičnih konfucijanskih besedil, ki jih je preuredil in komentiral je ponovno definiral konfucijansko tradicijo in nazor. Njegov nauk je izhodišče intelektualnega diskurza zadnjih 800 let, njegov vpliv pa se je razširil na Japonsko in v Korejo, ki sta prevzeli konfucijanstvo. Poznavanje njegovih del in idej je sestavni del študija kitajske filozofije, še posebej konfucijanstva.

## Življenje
Džu Ši se je rodil leta 1130 v mestu Jouči 尤溪 v provinci Fudžjan 福建 na Kitajskem. Anekdote pravijo, da je bil kot otrok zelo hitro zrel, saj naj bi že pri petih letih spraševal, kaj leži onkraj nebes (tian). Leta 1143, ko je bil Džu Ši star 13 let, mu je umrl oče, nižji uradnik v carski birokraciji Džu Song (1097-1143), ki je bil njegov prvi učitelj. Kasneje se je izobraževal pri več eklektičnih učenjakih, očetovih prijateljev, ki so mu predstavili budizem, daoizem in konfucijanstvo. Predmet študija so bili sprva kunfucijanski klasiki, zlasti »Pogovori« (Lun ju 論語) in »Mencij« (Mengdzi 孟子). Študij je posvetil temeljnim daoističnim in budističnim delom, vendar se je od njih kmalu odvrnil, ko je spoznal novokonfucijanskega učenjaka Li Tonga 李通 (1093-1163), leta 1160 postal njegov učenec in se posvetil zgolj proučevanju konfucijanskega miselnega sistema. Prav za prav je ravno Džujev oče priporočil, naj se uči od Li Tonga, toda je Džu dolga leta odlašal snidenje z Lijem, dokler si ni končno priznal, da v svoji eklektični kultivaciji ni več napredoval. Li Tong, mojster v južni liniji Jang Ši v šoli bratov Čeng, je prepričal Džuja o pomembnosti in superiornosti konfucijanske poti in kultivacije. 
Že pri 19 letih je opravil vse uradniške izpite. V prvo službo je nastopil pri starosti 22 let (leta 1152) kot namestnik župana prefekture Čuandžov v provinci Fudžjan. Osnoval je izredno dobro knjižnico in reorganiziral javno šolstvo. Po koncu svojega dela v Fuždjanu, Džu ni sprejel drugega uradnega imenovanja do leta 1179. Svoja politična stališča je še vedno izražal v svojih zapiskih, naslovljenih na cesarja. Njegov sloves je kmalu dosegel dvor in cesar ga je večkrat povabil na avdience, ki pa jih je Džu Ši zavračal vse do leta 1179. Tistega leta je popustil in obiskal cesarja na dvoru, to priložnost pa izrabil, da je dvoru predstavil svoje tri eseje, ki se ukvarjajo predvsem s kritiko budizma in daoizma. Eseji na dvoru niso bili dobro sprejeti, kljub temu pa mu je cesar ponudil različne visoke položaje. Vendar pa je Džu Ši, ki je bil kritičen do centralistične ureditve, vse zavrnil in se raje posvetil varovanju in skrbi za tempelj, kar mu je pustilo dovolj časa za branje, pisanje in učenje. S sinekurami si je lahko omogočil življenje učitelja in učenjaka. Ta leta so bila zelo produktivna v razmišljanju in učenju, na kar kažejo njegovi uradni spisi in korespondenca s prijatelji in učenjaki z različnimi pogledi. Kot priznani učitelj je poučeval klasiko in neokofucianstvo na stotine, če že na tisoče učence. Njegove ustne razprave in nauki so ohranjeni v Džudzi julej, njegovi eseji, dopisovanja, poezija in druga prozna dela so zbrana v Džudzi venji. Objavil je tudi kritične, priložene izdaje več klasik, bistvena dela neokonfucianizma, bolj obsežno neokonfuciansko antologijo. Uredil in komentiral je tudi zelo pomembno zgodnje besedilo o notranji alkimiji daoizma, Cantong či, pisatelja Vej Bojanga. Leta 1188 je Džu napisal zelo pomemben zapisek, v katerem je ponovno izrazil svoje prepričanje, da je cesarjev lik osnova za blaginjo cesarstva. Naslednje leto je napisal pomemben komentar na Dašue ('Veliko učenje'), besedilo o moralni vladi, ki trdi, da cesar z negovanjem svojega uma sproži verižno reakcijo, ki vodi k moralni preobrazbi celotnega sveta. Džu je do konca svojega življenja nadaljeval z delom na Dašueju. Šele leta 1179 je popustil prepričevanju prijateljev, češ da se obnaša nevljudno in da v njem ni dovolj patriotizma. Postal je perfekt okrožja Nankang 南康 v današnji provinci Džjangši 江西. Obnovil je šolo, ki je obstajala v bližnji »Votlini belega jelena«, v kateri je v času dinastije Tang 唐朝 živel eremit s svojim udomačenim jelenom in prirejal študijska srečanja, dispute in predavanja. Šola je kmalu postala ena najbolj znanih univerz kitajskega cesarstva, v katero so romali vedoželjni študentje, ne samo iz vse dežele, temveč tudi iz Japonske, kjer je kasneje novokonfucijanstvo predstavljalo idejno osnovo šogunata in imelo s tem precej pomembno vlogo. Ob votlini so po Džu Šijevi smrti zgradili templja posvečena Džu Šiju in Konfuciju, nekatere njegove razprave pa so zbrane v knjigi Džudzi julei 朱子語類, zbirki razgovorov z mojstrom Džujem.
Nauk Džu Šija ni povsod naletel na odobravanje. Med uradniki na dvoru si je nakopal mnogo sovražnikov. Eden najpomembnejših politikov tistega časa, Hu Hong (1106-61), ga je denunciral kot nasprotnika cesarja in vodjo ilegalne uporniške sile, ki naj bi si prizadevala za padec cesarske dinastije. Obtožen je bil tudi ukvarjanja s črno magijo ter posilstva dveh budističnih nun, ki naj bi si ju vzel za konkubini. Njegov nauk je bil razglašen za heretičnega, zato so ga prepovedali. To je privedlo do njegove odpustitve leta 1197. Sovražniki so zahtevali smrtno kazen, Džu Ši pa je mirno počakal na razsodbo in ni pobegnil na sever, kjer bi se lahko priključil sovražnim plemenom, kot so to navadno počenjali uradniki, ki so padli v nemilost. Privrženci, s katerimi se je vrnil v rodni kraj, ga niso zapustili. Tam se je do smrti ukvarjal zgolj s svojimi študijami in poučevanjem.
Skozi življenje si je Džu prizadeval za ponovno vzpostavitev temeljnih načel in idealov konfucianizma, da bi obnovil kulturno in politično celovitost Kitajske kot konfucijansko družbo, še posebno ker so ljudje v iskanju duhovnega vodenja in tolažbe vse bolj posegali po daoizmu in budizmu, ne pa po konfucijanizmu, ki je bil dojet kot državna ideologija, a je izgubil duhovno in etično ceno. Poleg tega je Džu menil, da cesarstvo potrebuje duhovni elan pristnih konfucijanskih vrednot, da bi se spoprijel z izzivom barbarskih posegov. Njegovo domoljubje, zavezanost tradiciji in predanost učenju ter izobraževanju ostajajo navdih še danes po vsem svetu.
Džu je bil znan tudi po svojih odkritih in silovitih mnenjih ter brezkompromisnih napadov na korupcijo. Ravno zaradi takšnih izjav mu je bilo proti koncu življenja celo prepovedano politično delovanje. V politični sramoti je ostal do svoje smrti leta 1200. Džujev ugled je bil po njegovi smrti počasi obnovljen, sledila sta mu posmrtna odlikovanja v letih 1209 in 1230, kot višek pa postavitev njegove tablice v konfucijanskem templju leta 1241. V poznejših stoletjih so cesarji, ki so bili bolj samovoljni od tistih, ki jih je Džu kritiziral, postavili Džujev filozofski sistem kot edino versko prepričanje, ki je ostalo enako do 19. stoletja.

## Filozofija
Džu Ši je eden največjih in najvplivnejših mislecev kitajske tradicije, hkrati pa je bil tudi človek, ki je prispeval svoj delež k duhovni, politični, kulturni in gospodarski stagnaciji, ki je sledila obdobju dinastije Song na Kitajskem. Obravnavamo ga kot duhovnega očeta novokonfucijanstva (neokonfucianstva), ki predstavlja dotlej najkompleksnejši in najpopolnejši filozofski sistem na Kitajskem. Postavlja etična in socialna osnovna načela v širši, zaokrožen kozmogonični sistem. Vrhunec predstavlja prav Džu Šijev sistem, katerega lastnost je, da zaokroženost in kompleksnost onemogočata vsake nove ustvarjalne razvoje znotraj konfucijanskih miselnih okvirov. 
Džu Ši se je pri svojem delu največ ukvarjal z izdajanjem, reinterpretacijo ter komentiranjem konfucijanskih klasikov. Svoj filozofski sistem, ki ga je razvijal v pismih kolegom, je poučeval zgolj ustno. Njegovi disputi so bili sprva izdani leta 1230 pod naslovom Zbrani razgovori z mojstrom Džujem (Zhuzi yulei 朱子語類). Kasnejša zbirka njegovih razprav, predvsem v obliki esejev, je izšla pod naslovom Zbrana dela mojstra Džuja (Zhuzi wenji 朱子文集). Osrednje novokonfucijansko delo, uradna cesarska kompilacija celotnega Džu Šijevega dela pa je izšla v obdobju mandžurske dinastije Čing na pobudo cesarja Kang Šija.
Džu Ši je bil aktiven učenjak in intelektualec, ki je vodil razprave in spore z drugimi učenjaki, tako prek pisem kot tudi osebno. Njegovi nauki niso bili brezpogojno odobravani, obtožen je bil kot nasprotnik cesarja in vodja ilegalne upornike skupine, ki naj bi načrtovala padec dinastije. Na primer, njegova serija pisem z Džang Šijem na temo samokultiviranja, ohranjena v Džudzi vendži, ponuja razsvetljujoč zapis teh namenskih konfucijanskih prizadevanj. Džu je tu predvsem zagovarjal sheme preučevanja, razmišljanja, opazovanja in prakse. Zanj je izpopolnjevanje znanja (dži dži) s pomočjo raziskovanja stvari (ge vu) osnova vsakršnega resničnega spoznanja. Pod raziskovanjem stvari razume kot razumsko zaznavanje njihovih objektivnih lastnosti, zato tudi sam poudarja razliko med objektivnim in subjektivnim spoznanjem.
Na splošno je Džu Ši zasenčil vse druge učenjake svojega časa, deloma zato, ker jih je presegel in imel toliko učencev, predvsem pa zato, ker je bil njegov sistem tako prepričljiv. Bil je celovit, vendar natančno utemeljen ter je vseboval posamezne razlike. Džujev vpliv se je povečal ob koncu dinastije Južni Song in postal odločilen v času dinastije Juan, ki je sprejela njegovo izdajo Sišu kot osnova cesarskega izpitnega sistema, ki so ga uredili učenjaki, usposobljeni za njegov pristop. Ta osredotočenost na Štiri knjige na račun Džuovih poglobljenih besedil in dialogov je odprla vrata filozofski kritiki.

### Načeli li' 理 in či 氣
Njegov filozofski sistem je osnovan na osnovnem bipolarnem paru, ki ga sestavljata li 理 (ideja, zakonitost, razum) in či 氣 (materija, konsistenca, fluid). Prioritetno vlogo je zanj vedno imel koncept li. Trdil je, da če obstaja li, obstaja tudi či. Izvornejši li je namreč brez oblike, medtem ko je či nedoločen. Narava oziroma občutenje se izpopolni šele takrat, ko se nabere dovolj či-ja, in s tem nastane materija. Či je tanka konsistenca, podobna zraku in zelo podobna duhu. Fizična materija nastane takrat, ko se nakopiči dovolj či-ja, zato je ločnica med materijo in idejo pri Džuju zelo tanka in zabrisana. V modernih interpretacijah se li enači s starogrškim logosom, največkrat na podlagi dejstva, da predstavlja tako naravne zakonitosti kot tudi najvišji in poslednji etični kriterij. Po drugi strani je tak koncept osrednje načelo holistične kozmoontologije, ki tvori osnovo vseh specifičnih diskurzov kitajske klasike (koncept či se udejanja skozi dualno strukturirane bipolarne dinamike jinga in janga. Li in či torej sestavljata komplementarni par, ki predstavlja osnovo vsega obstoječega. Kljub temu se Džu Šijev dualizem lahko pretežno obravnava kot idealističen. Sam avtor sistema namreč o materializaciji nima prav visokega mnenja. 
Ljudje ne moremo spremeniti materialnih pogojev življenja, prav tako kot npr. osnovnih fizičnih oblik svojih teles. Imamo pa zato pravico oz. dolžnost živeti v čim tesnejšem soskladju z zakonitostmi načela li – z idejo, zakonitostmi in razumom.
Li naj bi bil torej primarni princip in ne zgolj časovno načelo bivanja. Obravnavamo ga kot koncept, ki je povezan s konceptom čija. Namreč, če ni materializacije, potem ostaja tudi obstoj lija brezpredmeten in neosnovan. Džu Ši ne govori o kronološkem zaporedju obeh načel. Če obema sledimo do samega izvora, sicer ugotovimo, da je najprej obstajal li. Vendar tega dejstva na moremo obravnavati kot ločnico med kronologijo obeh konceptov. Brez čija se li ne bi imel kam umestiti, ker bi bil brez osnove.
Ena njegovih temeljnih teorij je bila teorija o zapletenosti človeške narave oz. možnost zla in modrosti v le-tej. Teorija sloni na tem, da smo ljudje v osnovi dobri in prvinsko občutljivi ter dobro razpoloženi. Nadaljnje manifestacije te človeške narave pa so pogojene s specifičnimi obdarovanjem či-ja. Ta predstavlja lastno nadarjenost in darove, ki so nam podarjeni in dani v možnost izkoristka ter v socialnem okolju v katerega je bil osebek postavljen. Vse skupaj sestavlja človekovo osebnost, inteligenco in potencial za gojenje in uspeh, same miselne razlike v individualni naravnanosti, značaju in sposobnosti do moralne samouresničitve pa so posledica razlik v či obdaritvah in okoljih. Predhodne generacije so v tej obliki samorealizacije videle neuspeh, saj naj bi ta ovirala pretok učinkovitega namernega ukrepanja. Genialna rešitev Džu Ši-ja je bil dvostranski pristop k gojenju, ki je vključeval negovanje občutka spoštovanja (jing) ter raziskoval njihove vzorce (li). Čast in vrlina, ki jo učita Konfucij in klasika, služita čiščenju uma, prilagajanju spodbudam prvotne dobre narave in prisilita, da ravnamo primerno (ji). Hkrati pa z dojemanjem interaktivnih vzorcev, ki sestavljajo svet, družbo in ljudi, pridobi ključ do ustreznega delovanja. Um, ki je prežet z občutkom spoštovanja in razume te vzorce, se bo razvil v dobro voljo (džudzai), ki je posvečena pravičnosti in ustreznemu ravnanju. Džu Ši je ta koncept gojenja in uresničevanja v poznejšem življenju označil za preveč zapleteno in težko dosegljivo. Tako kot Konfucij je tudi on sprejel, da mora človek, ko se loti moralne samokultivacije, vzpostaviti odločnost (lidži), da uresniči konfucijanske vrline in postane vzorna oseba.

### Indukcija
Džu Ši velja prav tako za prvega starokitajskega filozofa, ki je utemeljil načeli induktivnega (sklepanje iz posameznega na splošno) in deduktivnega (sklepanje iz splošnega na posamezno) sklepanja. Ti dve vrsti splošnih postopkov raziskovanja imenuje tudi razčlenitev od spodaj navzgor in od zgoraj navzdol. Induktivno sklepanje v bistvu govori o tem, da moramo v predmetih poiskati načela ter jih združiti v eno samo, potem ko smo poiskali njihov skrajni pol. Če združimo vse razpršene podrobnosti v en sam princip, se bo ta kar sam od sebe pokazal. 
Za Džu Šija je bilo izpopolnjevanje znanja s pomočjo raziskovanja stvari osnova. Pod raziskovanjem stvari se razume razumsko spoznavanje njihovih objektivnih lastnosti. Trdi, da nikakor ne smemo zamenjavati subjektivnosti z objektivnostjo.

### Moralno kozmična sinteza
Še eno njegovih bolj znanih del je moralno kozmična sinteza. Džu Ši v Renšuoju artikulira in sistematizira klasični konfucijanski ideal človeštva (ren s kozmično in človeško perspektivo). Po zgodnji tradiciji povezuje človeštvo s kozmično ustvarjalnostjo, saj naj bi bilo človeštvo v svojem izvoru zgolj impulz "neba in zemlje" (kozmosa) za proizvodnjo stvari. Ta impulz za proizvodnjo je vpet v vsa nešteta bitja, toda človek živi v prepričanju o svoji večji "človečnosti" ("avtoritativne osebnosti"), ki jo, ko je v celoti realizirana, do neke mere prikazuje kot skrbnost in odgovornost do drugih prebivalcev kozmosa. Džu Ši podobno povezuje štiri stopnje ustvarjalnosti in produkcije v kozmosu in naravi - nastanek, rast, razcvet in trdnost. Te stopnje so bile prvič navedene v Knjigah sprememb s štirimi kardinalnimi vrlinami, ki jih je Konfucij označil - človečnost, primernost, obredno ravnanje in modrost. Tako predstavi človeka kot vitalnega udeleženca v kozmični ustvarjalnosti in razlog za razcvet ter samouresničitev drugih. Na tej podlagi Džu nadaljnje oblikuje dokončno definicijo ren (človečnosti) za poznejšo tradicijo: "bistveni značaj uma" in "bistveni vzorec ljubezni". Vrlina ren razlaga dispozicijo kot moralno samouresničitev opisano kot ljubezen do drugih (druga usmerjena skrb), ki se ustrezno manifestira.